# O'PENing
《O'PENing》은 2017년 12월 2일부터 방영되고 있는 tvN의 단편 드라마 시리즈이다. 이 시리즈는 CJ E&M에서의 신인 스토리텔러 지원사업인 오펜(O’PEN)의 ‘드라마 스토리텔러 단막극 공모전’에서 해마다 10편을 선정하여 제작 · 방송된다.
2022년 5월부터 '오프닝(O’PENing)'으로 이름을 변경하여 새 출발한다.

## 방송 시간
| 방송 채널 | 시즌 | 방송 기간                       | 방송 시간           |
| --------- | ---- | ------------------------------- | ------------------- |
| tvN       | 5    | 2022년 5월 2일 ~ 2022년 8월 5일 | 금요일 밤 12시 10분 |

## 작품 리스트

### 시즌 5

#### 2022년
| 회차 | 방송 일자          | 부제 (서브 타이틀)        | 출연자                                                    | 각본   | 연출   | AGB닐슨 | 비고 |
| ---- | ------------------ | ------------------------- | --------------------------------------------------------- | ------ | ------ | ------- | ---- |
| 1~2  | 5월 2일 ~ 5월 3일  | 오피스에서 뭐하Share?     | 하윤경, 이학주, 정재광, 문유강, 장지수, 박승연, 外        | 최보윤 | 김강규 |         |      |
| 3~6  | 5월 9일 ~ 5월 10일 | XX+XY                     | 안현호, 최우성, 김지인, 심이영, 윤서현, 송용진, 한현준 外 | 홍성연 | 이소윤 |         |      |
| 7    | 6월 17일           | 1등 당첨금 찾아가세요     | 김도윤, 류현경, 이서환, 신동우, 外                        | 최시은 | 박홍수 |         |      |
| 8    | 6월 24일           | 남편의 죽음을 알리지 마라 | 김남희, 박소진, 데니 안, 김윤서 外                        | 임수림 | 최동숙 |         |      |
| 9    | 7월 1일            | 아파트는 아름다워         | 박효주, 서영희, 류예리, 황선화 外                         | 이이영 | 조은솔 |         |      |
| 10   | 7월 8일            | 목소리를 구분하는 방법    | 이홍내, 최희진, 홍서희, 유의태, 나철, 우성은 外           | 한연주 | 함승훈 |         |      |
| 11   | 7월 15일           | 첫 눈길                   | 한선화, 이재인, 강길우 外                                 | 유수미 | 김현탁 |         |      |
| 12   | 7월 22일           | 스톡 오브 하이스쿨        | 이레, 김시은, 김레이첼유리, 최영우 外                     | 박경화 | 강희주 |         |      |
| 13   | 7월 29일           | 바벨 신드롬               | 추영우, 이시우, 류해준, 박미현 外                         | 이찬영 | 최두병 |         |      |
| 14   | 8월 5일            | 저승 라이더               | 성유빈, 정다은, 송재룡 外                                 | 황설헌 | 정장환 |         |      |

#### 2023년
| 회차 | 방송 일자 | 부제 (서브 타이틀)          | 출연자                                                    | 각본   | 연출   | AGB닐슨 | 비고 |
| ---- | --------- | --------------------------- | --------------------------------------------------------- | ------ | ------ | ------- | ---- |
| 1    | 7월 16일  | 썸머, 러브머신 블루스       | 고수, 아린, 윤종빈 外                                     | 이충한 | 윤혜렴 |         |      |
| 2    | 7월 23일  | 산책                        | 이순재, 선우용여, 이연희, 최대철, 김지성 外               | 천세은 | 노영섭 |         |      |
| 3    | 7월 30일  | 여름 감기                   | 엄지원, 박지환, 길해연, 황보라, 조동인, 소아린 外         | 서현주 | 정종범 |         |      |
| 4    | 8월 6일   | 우리가 못 만나는 이유 1가지 | 유이, 강상준 外                                           | 이가영 | 김동휘 |         |      |
| 5    | 8월 13일  | 복숭아 누르지 마시오        | 정이서, 신현수, 최원영 外                                 | 박선영 | 정다형 |         |      |
| 6    | 8월 20일  | 2시 15분                    | 박소이, 기소유, 송지인, 이규현, 강채영 外                 | 박연옥 | 정세령 |         |      |
| 7    | 8월 27일  | 나를 쏘다                   | 배강희, 한수아, 성동일, 이기택, 윤여원, 이지훈, 장성윤 外 | 정지현 | 조은솔 |         |      |

#### 2024년
| 회차 | 방송 일자             | 부제 (서브 타이틀)     | 출연자                                                           | 각본   | 연출   | AGB닐슨 | 비고  |
| ---- | --------------------- | ---------------------- | ---------------------------------------------------------------- | ------ | ------ | ------- | ----- |
| 1    | 7월 15일              | 덕후의 딸              | 김정영, 하영, 이상운, 배해선, 이지하, 안내상, 이이경 外          | 김민영 | 김나경 |         |       |
| 2    | 8월 19일              | 고물상 미란이          | 임세미, 이시우, 우미화, 이천무, 김희창 外                        | 송정미 | 윤소일 |         |       |
| 3    | 9월 14일 ~ 9월 15일   | 아름다운 우리여름      | 장규리, 유영재, 김소혜, 손상연, 김민기, 신은정, 박원상, 정운선外 | 최하늘 | 정다형 |         | 2부작 |
| 4    | 9월 22일              | 브래지어 끈이 내려갔다 | 신재하, 이주영, 박세진, 정형석 外                                | 신경   | 박수인 |         |       |
| 5    | 10월 8일              | 아들이 죽었다          | 장승조, 이설, 최자운, 고동하, 신문성, 이석형 外                  | 이수진 | 나지현 |         |       |
| 6    | 10월 13일 ~ 10월 20일 | 수령인                 | 강신, 조준영, 백선호, 노종현, 오용, 김선화, 공정환, 김혜은 外    | 김지은 | 유범상 |         | 2부작 |

## 동일 소재 프로그램
- tvN 드라마 스테이지
- KBS 문예극장
- KBS TV 문학관
- KBS 드라마 초대석
- KBS TV 문예극장
- KBS 신 TV 문학관
- KBS HDTV 문학관
- KBS 드라마게임
- KBS 테마 드라마
- KBS 금요극장
- KBS 일요베스트
- KBS 드라마시티
- KBS 드라마 스페셜
- KBS 드라마 스페셜 연작 시리즈
- KBS 웹드라마 스페셜
- KBS 청소년문학관
- MBC 베스트셀러극장
- MBC 금요극장
- MBC TV 피처
- MBC 베스트극장
- MBC 일요 드라마 극장
- MBC 드라마 페스티벌
- SBS 70분드라마
- SBS 오픈드라마 남과여
- JTBC 드라마페스타